# Palaquium hornei
Palaquium hornei är en tvåhjärtbladig växtart som först beskrevs av Cornelis den Hartog och John Gilbert Baker, och fick sitt nu gällande namn av Marcel Marie Maurice Dubard. Palaquium hornei ingår i släktet Palaquium och familjen Sapotaceae.
Artens utbredningsområde är Fiji. Inga underarter finns listade i Catalogue of Life.